# Caesars (группа)
Caesars (МФА: ['si: zə]; с англ. — «Цезари») — шведская инди-рок-группа из Стокгольма. Образована в 1995 году.
За пределами Швеции, получила наибольшую известность благодаря песне «Jerk It Out», которая была использована в различных видеоиграх и рекламных кампаниях. Они выпустили несколько альбомов, включая «39 Minutes of Bliss (In an Else Meaningless World)», «Paper Tigers» и «Love for the Streets».
В 2012 году группа объявила о перерыве, но в 2017 году они сыграли реюнион-концерт в Стокгольме. Одновременно с музыкальной карьерой, участник группы также является одним из основателей другой группы — Teddybears.

## Дискография

### Альбомы
- 1998 - Youth Is Wasted on the Young
- 2000 - Cherry Kick
- 2002 - Love for the Streets
- 2005 - Paper Tigers
- 2008 - Strawberry Weed

### Синглы
- 1995 – Shake It Мини-альбом из 3 треков: "Shake It" / "Odd Job" / "Born Cool"
- 1996 – Rock De Puta Mierda Мини-альбом из 7 треков: "Phenobarbital" / "3D-TV" / "Automatic" / "Crap-thinker" / "This Man, This Monster" / "Pupo Diavolo" / "You're My Favorurite"
- 1998 – "Kick You Out"
- 1998 – "Sort It Out"
- 2000 – "From the Bughouse" / "Punkrocker" (Оригинальная версия) / "Love Bubble"
- 2000 – "Crackin' Up"
- 2000 – "Fun 'n' Games"
- 2000 – "Only You" [Промо]
- 2002 – "Jerk It Out" / "Out of My Hands" / "She's a Planet"
- 2002 – "Over 'fore It Started" / "Sparky"
- 2002 – "Candy Kane" / "Artificial Gravity"
- 2002 – "Get Off My Cloud" (Кавер Rolling stones)/ "Bound and Dominated"
- 2003 – "Jerk It Out"
- 2005 – "We Got to Leave" / "Longer We Stay Together"
- 2005 – "Paper Tigers" / "Up All Night"
- 2005 – "It's Not the Fall That Hurts"
- 2007 – "No Tomorrow" / "Every Road Leads to Home"
- 2008 – "Boo Boo Goo Goo"